# ウディ・アレンの夢と犯罪
『ウディ・アレンの夢と犯罪』（原題:Cassandra's Dream）は、2007年のイギリス映画。ウディ・アレン監督による、『マッチポイント』、『タロットカード殺人事件』に続く「ロンドン3部作」の最終章。
日本版DVDでは、セル版とレンタル版で邦題が異なり、レンタル版の邦題は『カサンドラズ・ドリーム 夢と犯罪』。

## ストーリー
ロンドン南部でレストラン営むブレイン家の長男・イアンは、投資によって利益を得て、それを元手に新事業を始める夢を持つ野心家だった。一方その弟・テリーは、恋人ケイトと結婚し、マイホームを買って気楽に暮らすことを夢見ていた。ある日、ギャンブル好きのテリーはドッグレースによって大金を手に入れる。そこで兄弟は共同で小型クルーザーを購入する。

## キャスト
- ユアン・マクレガー：イアン
- コリン・ファレル：テリー
- ヘイリー・アトウェル：アンジェラ
- サリー・ホーキンス：ケイト
- トム・ウィルキンソン：ハワード
- フィル・デイヴィス：ナーティン・バーン
- ジョン・ベンフィールド（英語版）：イアンとテリーの父親
- クレア・ヒギンズ（英語版）：イアンとテリーの母親

## 音楽
フィリップ・グラスが映画音楽を担当し、サウンドトラックも発売された。

### トラックリスト
1. "Cassandra's Dream" - 2:18
2. "Buying the Boat" - 1:45
3. "Sailing" - 1:53
4. "The Cockney Brothers" - 1:24
5. "A Drive In the Country" - 1:38
6. "Angela" - 1:13
7. "Howard's Request / In the Apartment" - 3:27
8. "The Pursuit & Murder In the Park" - 6:44
9. "Suspicion" - 2:26
10. "The Plot Unravels" - 1:46
11. "Death On the Boat" - 3:31
12. "Cassandra's Dream (Finale)" - 2:57